# كأس تونس للكرة الطائرة للرجال 1971–72
كأس تونس للكرة الطائرة للرجال 1971-1972 هو الموسم رقم 16 من كأس تونس للكرة الطائرة للرجال.

فاز بهذا الموسم النادي الأولمبي القليبي.

## روابط خارجية
- الموقع الرسمي للجامعة التونسية للكرة الطائرة.